# 成巽閣
成巽閣（日语：せいそんかく）位於日本石川縣金澤市，是文久3年（1863年）加賀藩13代藩主前田齊泰之母真龍院的隱居所，現在作為歷史博物館對一般公眾開放，和兼六園相鄰。在建設當時成巽閣名為巽御殿。成巽閣共有兩層，一層是書院造，二層是數奇屋造，是江戶時代末期大名屋敷的代表建築，被指定為重要文化財。其附屬庭園飛鶴庭也被指定為名勝。

## 外部連結
- 公益財団法人成巽閣 （页面存档备份，存于）

36°33′39.8″N 136°39′47.4″E / 36.561056°N 136.663167°E